# أندرو هاتشينسون (مؤلف)
أندرو هاتشينسون (بالإنجليزية: Andrew Hutchinson)‏ (1979)؛ كاتب وروائي أسترالي.